# Rovin

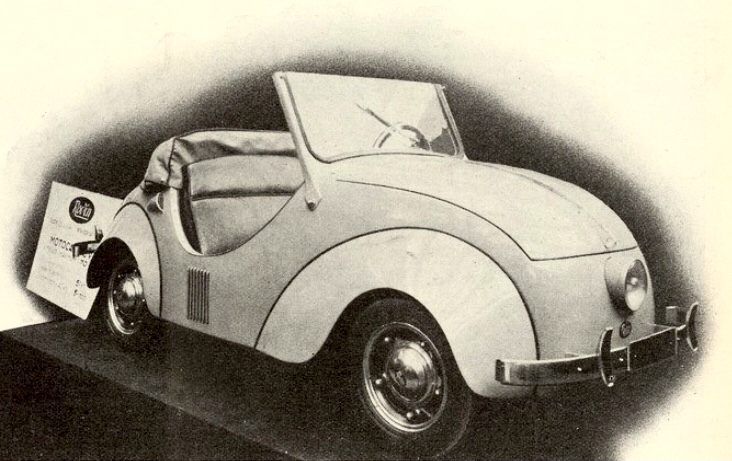
Rovin von 1946

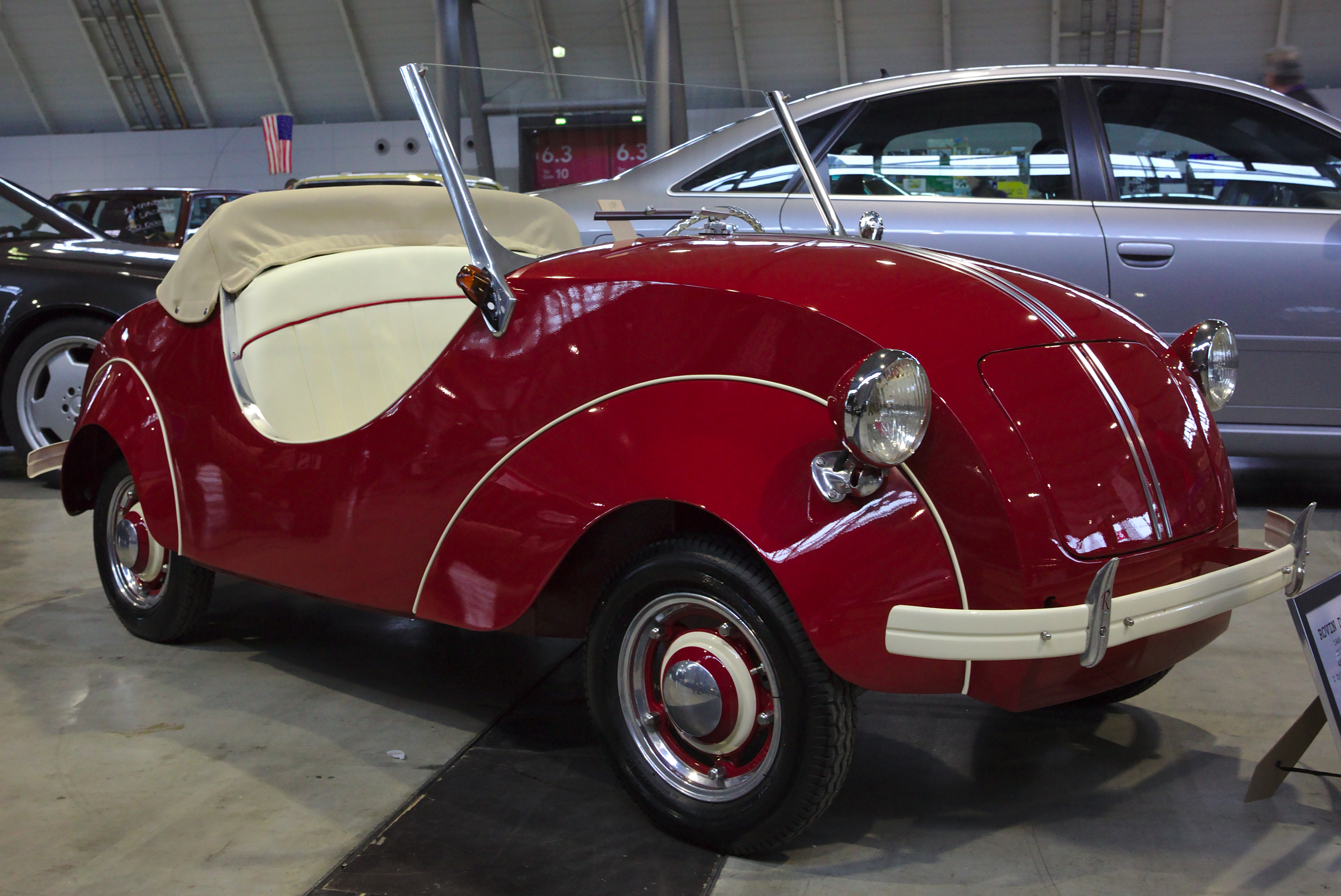
Rovin D2 von 1949

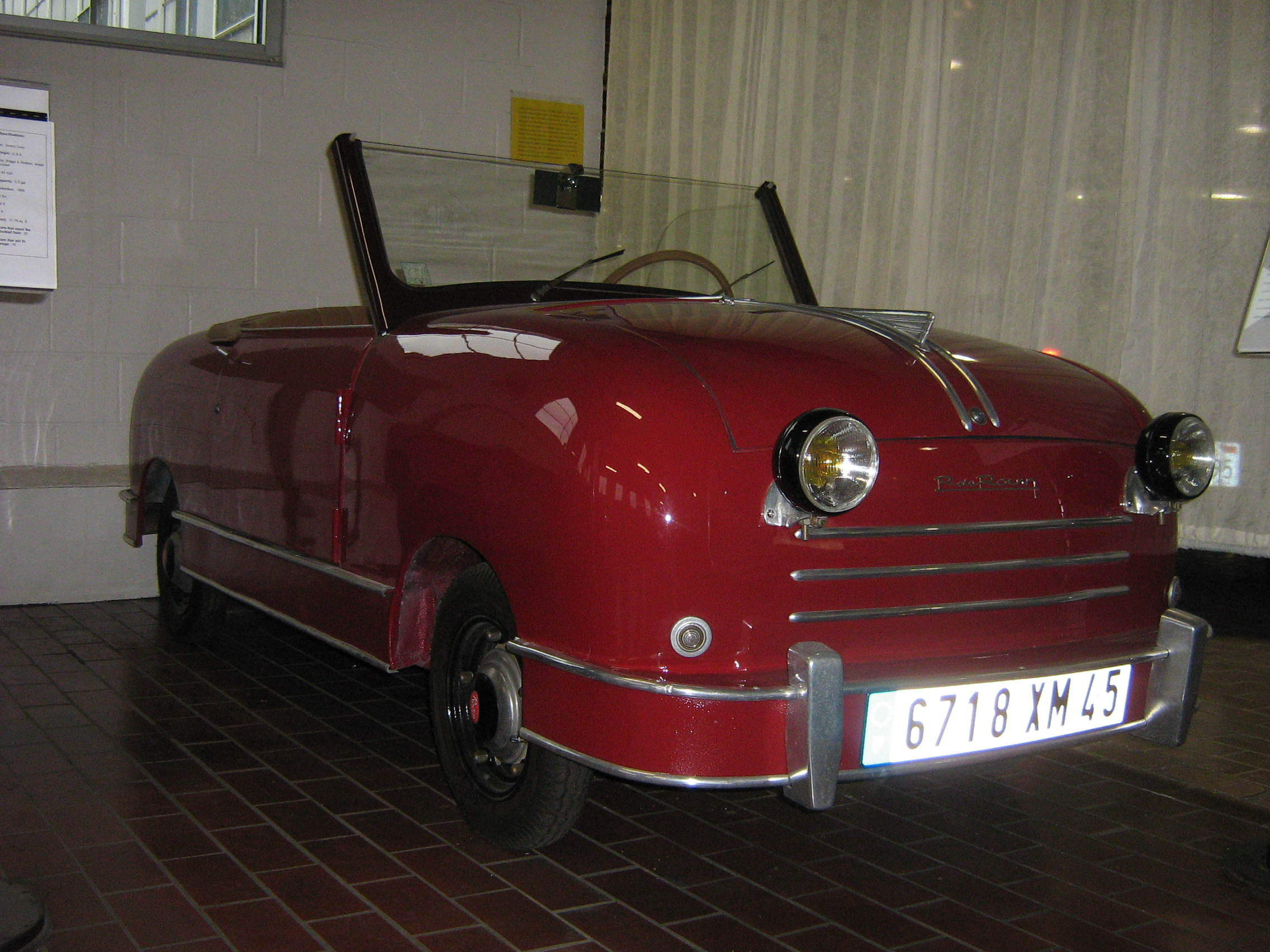
Rovin D4 von 1953

Établissements de Rovin war ein französischer Hersteller von Kraftfahrzeugen.

## Unternehmensgeschichte
Raoul Pegulu de Rovin gründete 1921 das Unternehmen in der Region Île-de-France. Als Adressen sind nacheinander die Rue de Colombes 2 in Asnières-sur-Seine, die Rue de Tilsit 32 in Paris, der Boulevard Brune in Paris und die Rue Haxo 9–11 im 20. Arrondissement in Paris genannt. Zunächst stellte er Motorräder her. Eine Quelle nennt zusätzlich den Bruder Robert de Rovin.
Nach dem Zweiten Weltkrieg war der Sitz in Saint-Denis. Im ehemaligen Werk von Delaunay-Belleville begann 1946 die Produktion von Automobilen. Der Markenname lautete Rovin. 1961 endete die Produktion.

## Fahrzeuge

### Motorräder
Zur Wahl standen einerseits Zweitaktmotoren mit 100 bis 250 cm³ Hubraum und andererseits Viertaktmotoren mit 175 bis 500 cm³ Hubraum. Einige Motoren hatten SV-Ventilsteuerung, andere OHV-Ventilsteuerung. Einige Motoren kamen von J.A.P., andere von Motosacoche.

### Autos
Im Angebot standen Kleinstwagen. Die Fahrzeuge hatten anfangs einen Einzylindermotor mit 240 cm³ bis 275 cm³ Hubraum, später einen Zweizylindermotor mit 425 bis 462 cm³ Hubraum im Heck. Die angebotenen Karosserien wurden im Lauf der Zeit überarbeitet, sodass sie unter anderen mehr Wetterschutz boten.
Fahrzeuge dieser Marke sind in verschiedenen Automuseen zu besichtigen.